# Levá ruka tmy
Levá ruka tmy (v anglickém originále The Left Hand of Darkness) je vědeckofantastický román americké spisovatelky Ursuly Kroeber Le Guin vydaný americkým nakladatelstvím Ace Books v březnu 1969. Dílo volně náleží do cyklu Hain a bylo oceněno cenami Nebula (1970), Hugo (1970), Tiptree (1996 – Retro Tiptree) a Gaylactic Spectrum (2003). Děj se odehrává na planetě Gethen (planetárním společenstvím Ekumen nazývané Zimní planeta) přibližně kolem letopočtu 4870 n. l. Příběh je v ich-formě, vypráví jej Genly Ai, první mobil (vyslanec) Ekumenu, menší část i lord Estraven, bývalý rádce krále Argavena XV. z Karhide. Hlavní dějová část je prokládána vedlejšími příběhy, např. legendami z historie Gethenu nebo zprávami výzkumných expedic Ekumenu na Zimní planetě. Název je z jedné gethenské básně, která začíná slovy „Světlo je levá ruka tmy“.
Autorka v knize použila neologismus „ansibl“ (anglicky „ansible“) pro komunikační zařízení umožňující přenos nadsvětelnou rychlostí. Poprvé se objevil v jejím dřívějším románu Rocannonův svět (1966). Pojem se ve sci-fi literatuře uchytil a rozšířil.
Česky knihu vydalo nakladatelství Argo v roce 1995 a 2009.

## Námět
Na Gethen, Zimní planetu přilétá vyslanec Ekumenu (svazu světů) Genly Ai, aby Getheňanům nabídl členství v Ekumenu. Přistává na největším kontinentu planety, který sdílí dvě země, Karhide a Orgoreyn, každá s jiným politickým zřízením. Ai se postupně střetává s vedoucími osobnostmi obou zemí a zjišťuje, že žádná z nich nedokáže vidět dále do budoucnosti, která by Gethenu přinesla výhody pramenící z členství. Příčinami jejich krátkozrakosti jsou osobní zájmy, touha po moci nebo strach. Pouze jedna osoba účelu jeho mise věří, protože ví, že to bude znamenat lepší budoucnost pro všechny.

## Postavy

### Hlavní příběh
- Genly Ai – první mobil (vyslanec) z Ekumenu. Je tmavé pleti a pochází z planety Terra (Země). Getheňané jeho jméno vyslovují jako „Genry Ai“.
- Alshel – předsedající shromáždění třiatřicítky komensalů v Orgoreynu.
- Argaven XV. – král země Karhide.
- Ashe – bývalý partner lorda Estravena.
- Asra – jeden ze spoluvězňů Genlyho Aie v táboře v pulefenské komensalitě.
- Arek Harth rem ir Estraven – „bratr“ Estravena.
- Therem Harth rem ir Estraven – zkráceně lord Estraven. Králův rádce, v karhidštině „královo ucho“. Je označen za zrádce, upadne v královu nemilost a je donucen k vyhnanství. Má dva syny s bývalým partnerem Ashem. Narodil se v Estre (rem ir Estraven znamená z Estre) v karhidské oblasti Kermu. Je jediným, komu upřímně záleží na úspěchu mise Genlyho Aie a za každých okolností mu poskytuje podporu, ačkoli tak musí mnohdy činit skrytě.
- Faxe – věštec („snovač“) kultu handdara v Otherhordu.
- Gaum – agent Sarfu.
- Lord Gorchern – komoří na dvoře karhidského krále Argavena XV.
- Goss – mladý přívrženec kultu handdara v Otherhordu.
- Esvans Harth rem ir Estraven – „otec“ Estravena.
- Sorve Harth – „syn“ Estravena.
- Lang Heo Hewová – jedna z 11 lidí na palubě ekumenské kosmické lodi třídy NAFAL, která byla vyslána na misi na Zimní planetu.
- Humery – jeden z orgotských činovníků.
- Ithepen – komensal okresu Eynyen v Orgoreynu.
- Kaharosile – komensal z Orgoreynu, člen vnitřní frakce Nadvláda.
- Ke´sta – jeden z 11 lidí na palubě ekumenské kosmické lodi třídy NAFAL, která byla vyslána na misi na Zimní planetu.
- Mersen – karhidský agent v Orgoreynu.
- Obsle – komensal z Orgoreynu, člen vnitřní frakce Volný obchod.
- Sardon rem ir Chenewich – zaměstnanec na karhidském velvyslanectví v Mishnory.
- Shorst – královský matematik z Karhide.
- Uth Shusgis – komensal Prvního komensálního okresu v Orgoreynu.
- Vanake Slose – komensal Kuwery – Třetího komensálního okresu v Orgoreynu.
- G. F. Spimolle – jeden ze stabilů v Saire na planetě Hain.
- Thessicher – dřívější přítel Estravena, jenž mu dopomohl k farmě. Když se na něj Estraven obrátí, protože potřebuje pomoc, Thessicher ho následně zradí a udá Tibemu.
- Pemmer Harge rem ir Tibe – zkráceně Tibe. Bratranec krále Argavena XV. Po vyštvání Estravena je novým královým rádcem.
- Lang Heo Hewová – jeden z 11 lidí na palubě ekumenské kosmické lodi třídy NAFAL, která byla vyslána na misi na Zimní planetu.
- Yegen – komensal z Orgoreynu, člen vnitřní frakce Volný obchod.
- Yemenbey – komensal z Orgoreynu, člen vnitřní frakce Nadvláda.

### Postavy z legend, bájí a dalších vedlejších příběhů
- Arek z Estre
- Argaven I. – král, který sjednotil Karhide.
- Berosty rem ir Ipe – zkráceně Berosty. Lord, chce znát odpověď na otázku, ve který den zemře.
- Edondurath
- Getheren – bratr Hoda z krbu Shath v Bouřkové hranici Pering, s nímž si slíbil věčný kemmer (jenž byl povolen pouze do porození prvního dítěte). Po bratrově sebevraždě byl vyštván z krbu Shath, za což na krb seslal kletbu.
- Haharath
- Herbor – partner Berostyho.
- Hode – bratr Getherena z krbu Shath v Bouřkové hranici Pering. Spáchal sebevraždu.
- Odren – věštec („snovač“).
- Ong Tot Oppong – průzkumnice první ekumenické výpravy na Gethen, studovala zde kemmer. Pochází z planety Chiffewar.
- Harish rem ir Stokven
- Therem ze Stoku

## Děj

### V Karhide
Svaz Ekumenu spojující 83 obyvatelných planet rozšiřuje svůj vliv. Pro každý svět plynou z členství výhody. Na planety, které do Ekumenu nepatří jsou posíláni mobilové neboli vyslanci Ekumenu. Ti nabízí členství vládnoucí třídě, nejvlivnějším lidem na planetě. Na planetu Gethen nazývanou v Ekumenu Zimní planeta pro své studené podnebí byl vyslán na svou misi mobil Genly Ai. V karhidském království se snaží o propagaci Ekumenu králi Argavenovi XV. prostřednictvím jeho poradce Estravena. Estraven je této myšlence nakloněn, ale poukazuje na to, že ještě není vhodná doba k fúzi. Král tuto snahu navíc může vnímat jako ohrožení své suverenity. Po dvou letech upadne Estraven v nemilost krále Argavena XV. a musí odejít do vyhnanství. Na Genlyho Aie se králova zloba nevztahuje, dostane čestné občanství Karhide, díky němuž se může volně pohybovat po celé zemi. Rozhodne se prozkoumat odlehlejší oblasti království. Z hlavního města Erhenrangu se vydává přes pohoří Kargav do města Rer, poblíž něho se nachází starobylá pevnost Otherhord. Zde sídlí vyznavači kultu handdara. Sídlí zde věštci, od nichž si občas koupí proroctví i králové Karhide. Také Genly Ai chce znát odpověď na jednu otázku, zda se Gethen stane během pěti let součástí Ekumenu. Hlavní snovač Faxe mu při obřadu sdělí kladnou odpověď.
„Neznámé, nepředpovězené, nedokázané, v tom spočívá život. Nevědomost je základem myšlení. Nedůkaz je základem činu.“ (Faxe, „snovač“ handdary)

### V Orgoreynu
Lordu Estravenovi se podařilo v hraniční třídenní lhůtě dostat do Orgoreynu, ačkoli při tom málem přišel o život. Z pobřežního města se pak dostane do vnitrozemského sídla Mishnory, kde se všelijak protlouká, dokud jej nenajde komensal Yegen. Společně s komensalem Obslem se od Estravena dozví, že Tibe se chystá ke změnám ve správním řízení Karhide. Důsledkem posílení jeho vlivu by mohla být válka obou zemí (kvůli sporu o hraniční území), právě v době, kdy vyslanec Genly Ai nabízí Gethenu členství v Ekumenu. To by však předpokládalo jednotu Zimní planety.
Genly Ai mezitím přicestoval do Orgoreynu. Na hranicích se také ocitl v těžkostech, když bylo orgotské městečko Siuwensin v noci ostřelováno z karhidské strany z města Passerer. Ačkoli se Estraven i nadále snaží poskytovat mu podporu a pro úspěch Genlyho mise se mu podařilo získat i některé orgotské komensaly, např. Vanake Sloseho, Ithepena, Obsleho a Yegena, i zde se Ai střetává se strachem. V radě Třiatřicítky (shromáždění komensalů 33 orgotských okresů) je Obsleho vnitřní frakce Volný obchod napadána frakcí Nadvláda. Její členové odmítají uvěřit, že je Genly Ai vyslancem nějakého planetárního svazu a považují ho za nastrčeného agenta Karhide. Komensalové nedokáží udělat záležitost Genlyho Aie veřejnou. Nemluví se o něm v rozhlase ani ve zprávách. Obyčejní lidé o něm neví. Komensalové ze strachu z tajné policie Sarf dávají od vyslance cizích světů ruce pryč. Estraven se ještě pokusí varovat Genlyho, aby přivolal z oběžné dráhy slunce kosmickou loď, jinak se může octnout v potížích. Ai mu stále příliš nedůvěřuje, ale Estraven má pravdu. Ai je unesen tajnou policií a jako bezejmenný převezen do kárného tábora v pulefenské komensalitě na západě Orgoreynu. Musí zde pracovat s ostatními vězni na pile, vzhledem k tomu, že není přizpůsoben zimě tolik jako Getheňané, chřadne. Jeho strádání zvyšují i drogy, které mu dozorci pravidelně aplikují.

### Cesta přes Gobrinský ledovec zpět do Karhide
Genlyho z tábora zachrání Estraven. Jakmile se vyslanec z Ekumenu zotaví, Estraven opatří zásoby a navrhne cestu zpět do Karhide. Povede přes severní část Orgoreynu, přes Gobrinský ledovec. Bude to náročná trasa. Estraven ji naplánuje do nejmenšího detailu, propočítá zásoby a denní dávky jídla, minimální vzdálenost, kterou musí ujít za den atd. Tato cesta je obtížná, zároveň však bezpečná. V zemi věčného ledu je nikdo hledat nebude. Při pochodu táhnou společně sáně s vybavením. Během cesty se postupně velmi sblíží. Ai se seznámí s motivy Estravena a zjistí, že je jeho skutečný přítel. Naučí ho mentální domluvě, která je běžná ve světech Ekumenu.
Dvojice společně překoná ledovec a dorazí do Karhide, kde se jí v odlehlé vesnici Kurkurast ujmou poctiví lidé.
„Pro ty vesnické rybáře, kteří žijí na samém okraji okraje, je čest stejně důležitá jako potrava. Musí spolu hrát otevřenou hru, není s čím podvádět.“
Pak se Estraven vydá za svým dřívějším přítelem a Ai jede do nedalekého města, aby si koupil relaci v rozhlase. Potřebuje vyslat signál na kosmickou loď kroužící kolem slunce Gethenu. Estravena jeho bývalý přítel zradí a udá ho. Estraven se vydá k hranici, kde se na lyžích rozjede přímo proti hlídce, která jej zastřelí. Genly Ai ví, že spáchal sebevraždu, která je na Gethenu tabu. Estraven umírá Aiovi v rukách a posledním slovem volá svého bratra Areka. Ai se setká opět s králem Argavenem XV., který je nyní nakloněn myšlence připojení se k Ekumenu. Genly jej žádá, aby zrušil vyhnanství a očistil Estravenovo jméno. Kosmická loď přistává a členové mise z Ekumenu se vydávají do ostatních zemí. Genly si uvědomí, jak moc se od Getheňanů (na které si už dokonale zvykl) odlišují. Nakonec se Genly Ai vydává do Estre, rodiště Estravena, a vyhledá jeho rodinu. Estravenův syn Sorve Harth chce vědět, jak Ai společně s Estravenem přešli ledovec. Je zvídavý, zajímá se i o civilizace na jiných planetách.
| „                                      | Je známo, že vážení lidé bývají vypovězeni, a přesto se jejich stín nezmenší. | “ |
| — Ursula K. Le Guinová - Levá ruka tmy |                                                                               |   |

## Prostředí
Levá ruka tmy je součástí cyklu Hain – universa, které Ursula K. Le Guinová poprvé uvedla ve svém prvním románu Rocannonův svět. Série popisuje expanzi humanoidní rasy z planety Hain, která vedla ke zformování svazku 83 světů nazývaného Ekumen. Gethen se stává 84. planetou.

### Ekumen
Ekumen je společenství světů volně propojené obchodními, politickými a kulturními vazbami. V době příběhu Genlyho Aie spojuje celkem 83 obyvatelných planet s přibližně 3000 národnostmi a etnickými skupinami. Všechny tyto planety byly osídleny ze světa Hain. Mezi planety Ekumenu patří např.:
- 11-Soro
- 4-Taurus
- Aka
- Anarres
- Athshe (možná druhý název pro S)
- Beldene
- Chiffewar
- Cime
- Ensbo
- Faraday
- Gao
- Ganam / Tadkla
- Gde – horká planeta, většinu povrchu tvoří písčitá a kamenitá poušť.
- Hain / Davenant[7]
- Huthu
- Kapetyn
- Kheakh
- New South Georgia
- O
- Ollul – planeta Ekumenu nejblíže Gethenu (cca 17 světelných let)
- Orint
- Prestno
- Rokanan
- S (možná druhý název pro Athshe)
- Seggri
- Sheashel Haven
- Terra (Země)
- Urras
- Uttermost
- Ve
- Werel / Alterra – na Alteře je vysoký výskyt přirozené senzibility usnadňující myšlenkovou domluvu.
- Yeowe

Ve společenství Ekumenu se lidé mohou dorozumívat myšlenkovou domluvou, telepatií.

### Gethen
Planeta Gethen (nazývaná společenstvím Ekumenu Zimní planeta) má oběžnou dobu kolem své hvězdy 8401 standardních terranských hodin neboli 0,96 standardního terranského roku. Doba rotace kolem planetární osy je 23,08 standardních terranských hodin. Gethenský rok má 364 dnů (14 měsíců po 26 dnech). Planeta má jednu oběžnici, která má ke Gethenu vázanou rotaci. Doba oběhu měsíce je 26 gethenských dní. Jedna polokoule má mnohem větší procento souše než druhá, je tzv. zemská (opačná je mořská). Na zemské polokouli leží velký kontinent, který sdílejí dvě země: Karhide a Orgoreyn. Jižní oblast planety zabírá antarktický kontinent Perunter. Na mořské polokouli se rozkládá menší kontinent Sith a Ostrovní země (Archipelago, souostroví). Podnebí na Gethenu je velmi studené, větší část roku leží pevnina pod sněhem a ledem (jižní a severní oblasti jsou trvale zamrzlé).
Zdejší rodové klany se nazývají krb. Obyvatelé Gethenu jsou osoby na způsob androgynů, humanoidní hermafrodité. Většinu času jsou ve fázi somer, tedy sexuálně pasivní. Jen jednou za měsíc vstupují na několik dní do fáze tzv. kemmeru, během níž jsou schopni pohlavního styku a početí dítěte. Na těchto několik dní mají ženské nebo mužské pohlaví. Tyto podmínky na Zimní planetě způsobily vývoj jedinečné civilizace, která nemá v osídleném vesmíru obdobu, na všech ostatních planetách jsou lidé obojího pohlaví. I díky tomuto specifiku neznají obyvatelé Gethenu válku. Taktéž nikdy nevynalezli létající dopravní prostředek (nežijí zde ani ptáci).

#### Karhide
Karhide je království zabírající východní část velkého kontinentu na zemské polokouli. Na západě hraničí s Orgoreynem. Hlavním městem a sídlem krále je Erhenrang. Přibližně 50 km severovýchodně leží Athten Fen, později místo přistání kosmické lodi třídy NAFAL, ve které přicestoval Genly Ai. Východně se táhne pohoří Kargav, jedněmi z jeho vrcholů jsou Kostor (více než 6000 terranských metrů) a Eskar (vysoký cca 4500 ter. m). Na jižní stěně Kostoru se nachází malá pevnost Arikostor. Na východní straně Kargavu leží město Rer a starobylá pevnost Otherhord, kde pobývají vyznavači kultu handdara. Handdara je náboženství praktikované v Karhide, má blízko k taoismu nebo buddhismu.
Jihovýchodní část Karhide se jmenuje Kerm, nachází se zde město Estre. Jižní část Kermu zabírá ledovec. Severní oblast zabírá obrovský ledovec Pering.
Karhide vede s Orgoreynem spor o Sinothské údolí v Severním podhůří poblíž Sassinothu.

#### Orgoreyn
Orgoreyn (přídavné jméno = orgotské) je stát zabírající západní část velkého kontinentu na zemské polokouli západně od Karhide. Na rozdíl od monarchistické Karhide je Orgoreyn centralizovaná země s přebujelou byrokracií. Dělí se na 33 správních jednotek neboli komensalit, okresů. Správcem či komisařem komensality je komensal.
Severní oblast zabírá masivní ledovec Gobrin. Od ledovce Pering v Karhide jej dělí Guthenský záliv, který zamrzá. Na východním pobřeží Charisunského zálivu leží město Shelt. Západo-severozápadně se ve vnitrozemí nachází hlavní město Mishnory. Na západě na pobřeží oceánu leží město Ethwen, poblíž pak Turuf.
V Orgoreynu je oficiálním náboženstvím yomesh pojmenované podle svého zakladatele Meshe.

#### Kalendář a hodiny
Na Gethenu je základním rokem 1 vždy ten aktuální. Po jeho uplynutí se změní na „jeden rok před“, obdobně je následující rok „jeden rok po“. Obtížím s např. historickými událostmi se čelí různě, kupříkladu vztahem ke všeobecně známé události (vláda dynastií apod.). Rok má 14 měsíců, jejich jména jsou (v karhidštině):
| Zima       | Jaro     | Léto        | Podzim     |
| ---------- | -------- | ----------- | ---------- |
| 1. Thern   | 5. Irrem | 8. Osme     | 12. Gor    |
| 2. Thanern | 6. Moth  | 9. Ockre    | 13. Susmy  |
| 3. Nimmer  | 7. Tuwa  | 10. Kus     | 14. Grende |
| 4. Anner   |          | 11. Hakanna |            |

Měsíc o 26 dnech se dělí na dva poloměsíce po 13 dnech. Den má 23,08 standardních terranských hodin. Jednotlivé dny v měsíci mají svá jména, která leckdy souvisí s fází Měsíce (např. Getheny = tma, Arhad = přibývající Měsíc). Předpona „od“ (příp. „on“, „ob“, „op“, „ot“) užívaná ve druhém poloměsíci znamená opak. Názvy gethenských dnů (v karhidštině):
| Poloměsíc - 1. Getheny - 2. Sordny - 3. Eps - 4. Arhad - 5. Netherhad - 6. Streth - 7. Berny - 8. Orny - 9. Harhahad - 10. Guyrny - 11. Yrny - 12. Posthe - 13. Tormenbod00 | Poloměsíc - 14. Odgetheny - 15. Odsordny - 16. Odeps - 17. Odarhad - 18. Onnetherhad - 19. Odstreth - 20. Obberny - 21. Odorny - 22. Odharhahad - 23. Odguyrny - 24. Odyrny - 25. Opposthe - 26. Ottormenbod |

V gethenských kulturách je zaužíván desetinný systém hodin. Ty lze přibližně převést na standardní terranské hodiny následovně (vzhledem k tomu, že gethenský den má 23,08 standard. ter. hod. je následující dělení orientační):
| Gethenská hodina | Čas. období ve standardních terranských hodinách |
| ---------------- | ------------------------------------------------ |
| První            | poledne až 14,30                                 |
| Druhá            | 14,30 – 17,00                                    |
| Třetí            | 17,00 – 19,00                                    |
| Čtvrtá           | 19,00 – 21,30                                    |
| Pátá             | 21,30 – půlnoc                                   |
| Šestá            | půlnoc – 2,30                                    |
| Sedmá            | 2,30 – 5,00                                      |
| Osmá             | 5,00 – 7,00                                      |
| Devátá           | 7,00 – 9,30                                      |
| Desátá           | 9,30 – poledne                                   |

### Slovníček pojmů
V knize je nemálo pojmů, které jsou jednou objasněny a pak se v textu opakují.
- Ansibl – komunikační zařízení umožňující spojení na vzdálených planetách ve stejném okamžiku (nadsvětelné spojení).[5] Jedna část je pevná (na planetě), druhá přenosná.
- Dothe – dobrovolné, řízené využití „hysterické síly“. Metoda na způsob koncentrace, zvyšuje navíc fyzickou sílu.
- Gossiwor – hudební nástroj.
- Handdara – starodávný kult, náboženství udržující 13 000 let starou tradici „nevědomosti“. Jeho členy jsou i věštci.
- Hemmen – nejběžnější strom na Gethenu. Statný jehličnan s hustými světle červenými jehličkami.
- Hieb – dlouhá tunika.
- Kadik – orgotské obilí.
- Karhosh – karhidsky ostrov, výraz pro budovy-ubytovny.
- Kemmer – aktivní období v sexuálním cyklu gethenského jedince, estrus. Má 3 fáze, v první fázi (karhidsky secher) zůstává osoba oboupohlavní. Druhá fáze (karhidsky thorharmen) vede k přeměně v mužské či ženské pohlaví. Třetí vrcholná fáze kemmeru (karhidsky thokemmer) trvá 2 až 5 dní a pohlavní pud dosahuje maxima. Končí náhle, pokud nedojde k početí, jedinec se vrátí do someru. Pakliže byl jedinec (jenž měl v kemmeru ženské pohlaví) oplozen, hormonální aktivita pokračuje. Po dobu 8,4 měsíce gravidity a dalších 6–8 měsíců laktace zůstává jedinec ženou. S ukončením laktace přechází opět do fáze somer a je z něj znovu androgyn.
- Komensalita – správní jednotka, okres v Orgoreynu. Správce je komensal.
- Krb – toto slovo má i druhý význam – znamená rodový klan.
- Kurem – vlhké počasí do −29 °C.
- Kyorremy – horní komora parlamentu v Karhide.
- Mobil – vyslanec Ekumenu.
- Nusuth – slovo vyjadřující handdarské pravidlo o nevměšování se, nečinnosti. Volně přeloženo znamená „nevadí“, „nic se neděje“.
- Pesthry – zvíře s bílou nebo šedou kožešinou, pro kterou je Getheňany loveno.
- Russy – nejedovatý had.
- Sarf – tajná policie v Orgoreynu. Jeden z úřadů Vnitřní správy. Název pochází ze slangové orgotštiny, ze slova znamenajícího „krámy“, „odpad“.
- Serem – větší druh stromu v Gethenu.
- Shifgrethor – prestiž, reputace, „dobré mravy“, postavení, vztah založený na vědomí vlastní důstojnosti. Etiketa užívaná v Karhide.
- Somer – latentní, sexuálně neaktivní období gethenského jedince. Trvá 21–22 dnů z 26–28denního sexuálního cyklu. Zbývající část cyklu je kemmer.
- Stabil – funkce na způsob planetárního koordinátora, zástupce Ekumenu.
- Thore – zakrslý jehličnatý strom s šedým jehličím rozšířený v Kermu v jihovýchodní Karhide, v západním Orgoreynu a v dalších drsných oblastech.
- Yomesh – monoteistické náboženství rozšířené zejména v Orgoreynu.
- Vate – větší druh stromu v Gethenu.

## Překlady knihy
- Angličtina: The Left Hand of Darkness (originál)
- Bulharština: Лявата ръка на мрака, Galaktika, 1980, Bard, 2006.
- Čeština: Levá ruka tmy.
- Čínština (zjednodušená): 黑暗的左手, 2009.
- Čínština (tradiční): 黑暗的左手, 2004.
- Dánština: Mørkets venstre hånd.
- Estonština: Pimeduse pahem käsi.
- Finština: Pimeyden vasen käsi
- Francouzština: La Main gauche de la nuit.
- Hebrejština: מעבר לעלטה později  צד שמאל של החושך
- Chorvatština: Lijeva ruka tame, 2004 (ISBN 953-203-182-0).
- Italština: La mano sinistra delle tenebre
- Japonština: 闇の左手" (ISBN 978-4-15-010252-4)
- Katalánština: La Mà Esquerra de la Foscor, 1985, 1997.
- Korejština: 어둠의 왼손 1995, 2002.
- Lotyština: Tumsas kreisā roka, 2012 (ISBN 978-9934-0-2779-6)
- Maďarština: A sötétség balkeze, 1979 (ISBN 963-211-337-3).
- Němčina: Die linke Hand der Dunkelheit, nebo Winterplanet (nakl. Heyne-Verlag)
- Nizozemština: Duisters linkerhand.
- Polština: Lewa ręka ciemności.
- Portugalština: "A Mão Esquerda das Trevas.
- Rumunština: Mâna stângă a întunericului.
- Ruština: Левая рука Тьмы, 1991, 1992, 1993, 1999, 2006.
- Řečtina: Το αριστερό χέρι του Σκότους.
- Srbština: Leva ruka tame.
- Španělština: La Mano Izquierda de la Oscuridad.
- Švédština: Mörkrets vänstra hand
- Turečtina: Karanlığın Sol Eli

## Česká vydání
- Levá ruka tmy, 1. vydání, Argo, 1995, překlad Jana Koubová, 248 stran, vázaná, ISBN 80-85390-33-7.[6]
- Levá ruka tmy, 2. vydání, Argo (edice Fantastika, č. 9), 2009, překlad Jana Koubová, 232 stran, vázaná, ISBN 978-80-257-0162-1.